# Stilobezzia diversa
Stilobezzia diversa är en tvåvingeart som först beskrevs av Daniel William Coquillett 1901.  Stilobezzia diversa ingår i släktet Stilobezzia och familjen svidknott. Inga underarter finns listade i Catalogue of Life.